# Stena Spirit (Schiff, 1988)
Die Stena Spirit (vormals Stena Scandinavica) ist ein RoRo-Fährschiff der schwedischen Reederei Stena Line, das auf der Ostsee eingesetzt wird.

## Geschichte

### Bau, Indienststellung und Einsatz

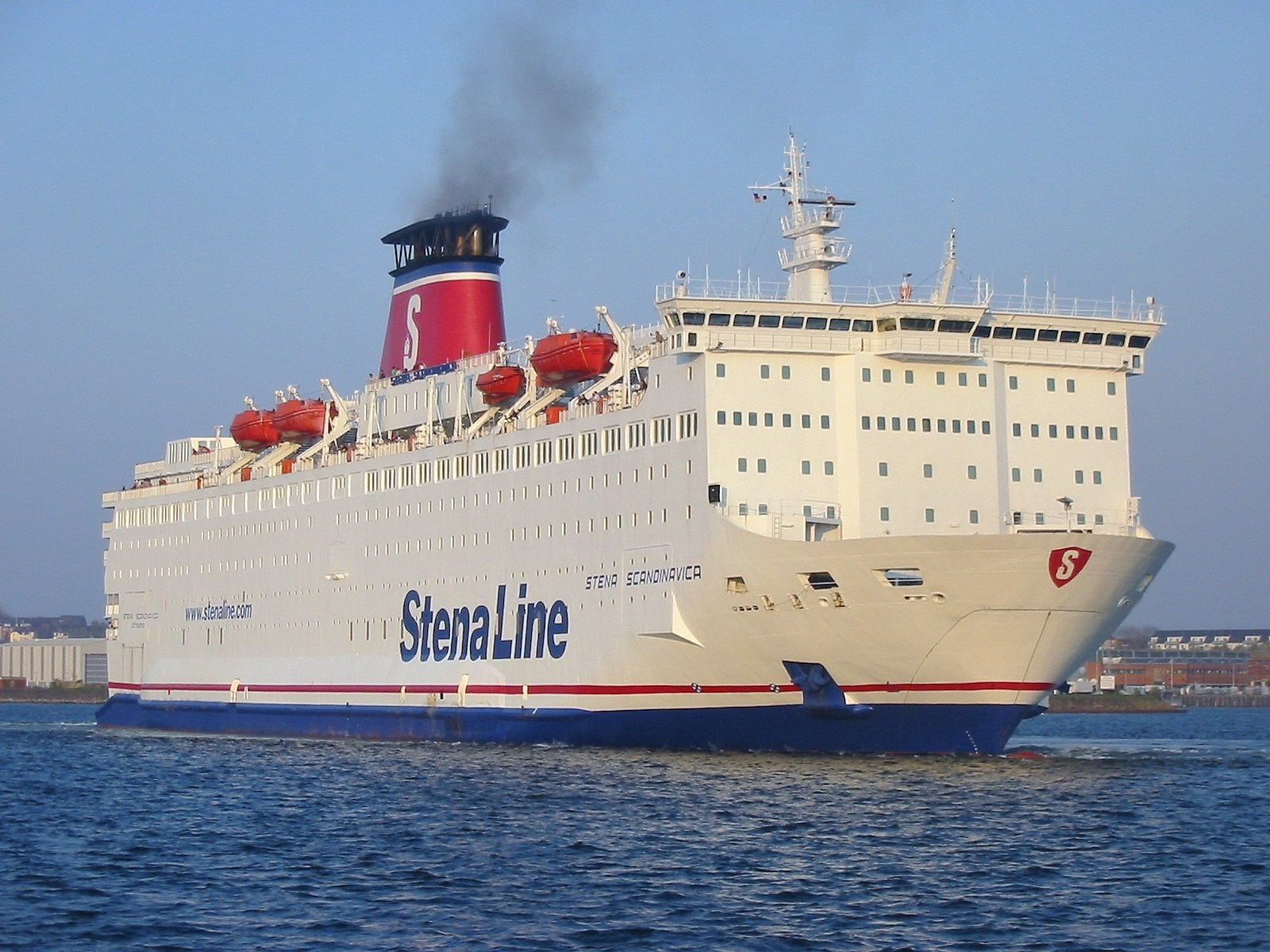
Als Stena Scandinavica in Kiel (2006)

Die Stena Spirit wurde 1983 als Stena Germanica auf der Leninwerft in Danzig (Polen) auf Kiel gelegt. Durch Verzögerungen beim Bau wurde sie erst Ende 1987 fertiggestellt. Sie wurde im September 1986 in Stena Scandinavica umbenannt. Am 10. Februar 1988 wurde das Schiff abgeliefert und kam unter schwedischer Flagge mit Heimathafen Göteborg in Fahrt. Sie befuhr ab dem 29. Februar 1988 als Stena Scandinavica gemeinsam mit ihrem Schwesterschiff Stena Germanica (heutiger Name: Stena Vision) beinahe ununterbrochen täglich die 441 Kilometer lange Übernacht-Route zwischen Kiel und Göteborg.
Im Januar und Februar 1999 wurden im Rahmen eines Werftaufenthaltes 80 Passagierkabinen zugunsten eines größeren Fahrzeugdecks zurückgebaut. 2006 erfolgte eine weitere Renovierung.
Um die Kapazität der stark ausgelasteten Route zwischen Kiel und Göteborg zu erweitern, beschloss die Reederei, die beiden inzwischen über 20 Jahre alten Schiffe durch größere und neuere zu ersetzen. Am 1. September 2010 wurde ihr Schwesterschiff Stena Germanica durch die Stena Germanica III, die bisherige Stena Hollandica abgelöst. Um die Kapazitätslücke zwischen der größeren neuen Stena Germanica und der kleineren Stena Scandinavica auszugleichen, wurde parallel zur Stena Scandinavica die Stena Freighter eingesetzt. Am 20. April 2011 wurde die Stena Scandinavica nach mehrmonatiger Verzögerung schließlich von der Stena Scandinavica IV auf der Strecke Kiel–Göteborg ersetzt und anschließend in Göteborg erneut modernisiert. Da die Namen Stena Germanica und Stena Scandinavica traditionell den Schiffen auf der Route Kiel–Göteborg vorbehalten sind, wurde sie am 22. Juni 2011 Stena Spirit umbenannt. Sie wurde unter die Flagge der Bahamas mit Heimathafen Nassau gebracht.
Seit dem 27. Juni 2011 befährt die Stena Spirit die Route zwischen Gdynia (Polen) und Karlskrona (Schweden), die sie zunächst gemeinsam mit ihrem bereits dort eingesetzten Schwesterschiff bediente. Die 2011 unter die Flagge Zyperns gebrachte Fähre fährt seit März 2023 unter der Flagge Dänemarks.

### Zwischenfälle
- Am 9. April 1998 brach während der Fahrt in Richtung Kiel ein Feuer im Passagierbereich aus.
- Am 17. Mai 2012 kollidierte das Schiff beim Ablegen im Hafen von Gdynia mit einem Containerkran, wobei der Kran komplett zusammenbrach und drei Hafenarbeiter Verletzungen erlitten.[3]
- Im August 2016 brach in einem Lastwagen an Bord der Fähre ein Feuer aus.[4]
- 29. Juni 2023 sprangen[5] zwei polnische Passagiere, eine Mutter und ihr Sohn, während einer Überquerung zwischen Karlskrona, Schweden und Gdynia, Polen in das Wasser der Ostsee. Die beiden kamen dabei ums Leben. Etwa eine Stunde nach dem Unglück fand ein Rettungsboot, das von der Fähre abgesetzt wurde, zuerst den sechsjährigen Sohn. Die Mittdreißigerin wurde später von einem Rettungshubschrauber aus dem Meer gezogen. Beide waren beim Auffinden schon nicht mehr bei Bewusstsein. Die Bezirksstaatsanwaltschaft Danzig nahm später Ermittlungen wegen Mordes an einem Kind und des Selbstmordes der Mutter auf. Die Prüfung von Überwachungsaufnahmen ergaben, dass es sich nicht von einem Unfall handelte, sondern um eine vorsätzliche Handlung.[6]

## Ausstattung und Schiffstechnik
Die Stena Spirit ist 176 Meter lang, 43,5 Meter hoch, 30 Meter breit und hat einen Tiefgang von 6,7 Metern. Sie ist mit 39.169 BRZ vermessen. Auf zwölf Decks (davon vier Autodecks) bietet die Fähre Platz für bis zu 1.700 Passagiere sowie 600 Pkw oder 80 Lkw. Die Besatzungsstärke liegt bei 130 Personen.
Als Hauptmotoren dienen vier Schiffsdieselmotoren der Sulzer-Baureihe Z49/48, die in Polen von Zgoda in Lizenz gebaut wurden. Die Sechzehnzylinder-V-Motoren leisten zusammen 29.420 kW und wirken paarweise über Getriebe und Wellenanlagen auf zwei Verstellpropeller. Die Geschwindigkeit des Schiffs liegt bei 22 Knoten, die Stoppstrecke bei 600 Metern. Zur Energieversorgung sind fünf Achtzylinder-Hilfsdiesel verbaut. Das Schiff verfügt über zwei Bugstrahlruder mit einer Leistung von je 1.100 kW, bzw. 1500 PS und zwei Stabilisatoren. 

## Weitere Schwesterschiffe
Ursprünglich bestellte die Stena Line vier Schiffe: Die Stena Germanica (Baunummer 494/1), die Stena Scandinavica (494/2), die Stena Polonica (494/3) und die Stena Baltica (494/4). Aufgrund von Lieferverzögerungen durch die Werft beim Bau der ersten beiden Schiffe wurden die letzten beiden Aufträge während der Bauphase wieder storniert und ein weitestgehend fertiggestellter Rumpf wurde verkauft. Das als Stena Polonica vorgesehene Schiff wurde in Griechenland fertiggestellt und fährt heute als El. Venizelos bei der griechischen Reederei ANEK Lines. Das andere, als Stena Baltica vorgesehene Schiff wurde an die griechische Reederei Regency Cruises verkauft, die es in Regent Sky umtaufte und es als Kreuzfahrtschiff einsetzen wollte. Dazu wurde es 1994 in einer griechischen Werft verlängert. Nach Einstellung der Geschäftsaktivitäten wurde es im Juli 2011 nach Aliağa in der Türkei zur Verschrottung verkauft.